# Carnot (geslacht)
Carnot is de naam van een invloedrijke Franse familie in de politiek en wetenschap. De familie stamt van oorsprong uit Bourgogne en telde vele koninklijke rechters. 
De bekendste telg van het geslacht was Lazare Carnot (Nolay (Côte-d'Or) 13 mei 1753 - Maagdenburg 2 augustus 1823), bijgenaamd l'organisator de la Victoire ("Organisator van de victorie"), was een briljant wiskundige en generaal in het Franse revolutionaire leger. Hij was een tegenstander van Napoleon I, maar verzoende zich later met hem. Napoleon verhief hem in maart 1815 in de adel met de titel comte de l'Empire. Eén van zijn zonen Lazare Hippolyte Carnot (1801 - 1888), was minister van Oorlog en Kerkelijke Zaken ten tijde van de Tweede Franse Republiek (1848). Diens zoon, Sadi Carnot (1837 - 1894) was van 1887 tot 1894 de vierde president van de Derde Franse Republiek. Hij werd op 24 juni 1894 in Lyon door de Italiaanse anarchist Sante Caserio (1873 - 1894) neergeschoten en overleed een dag later aan zijn verwondingen.

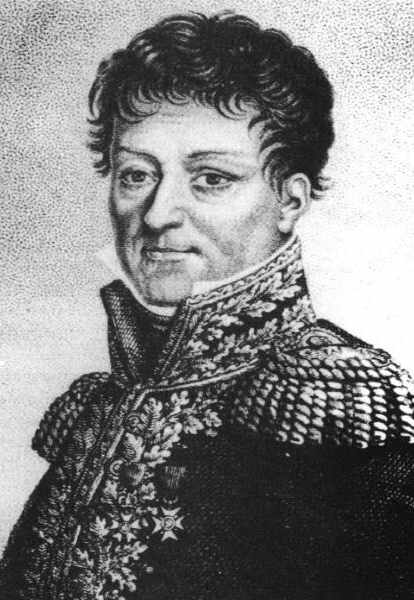
Lazare Carnot (1753-1823)

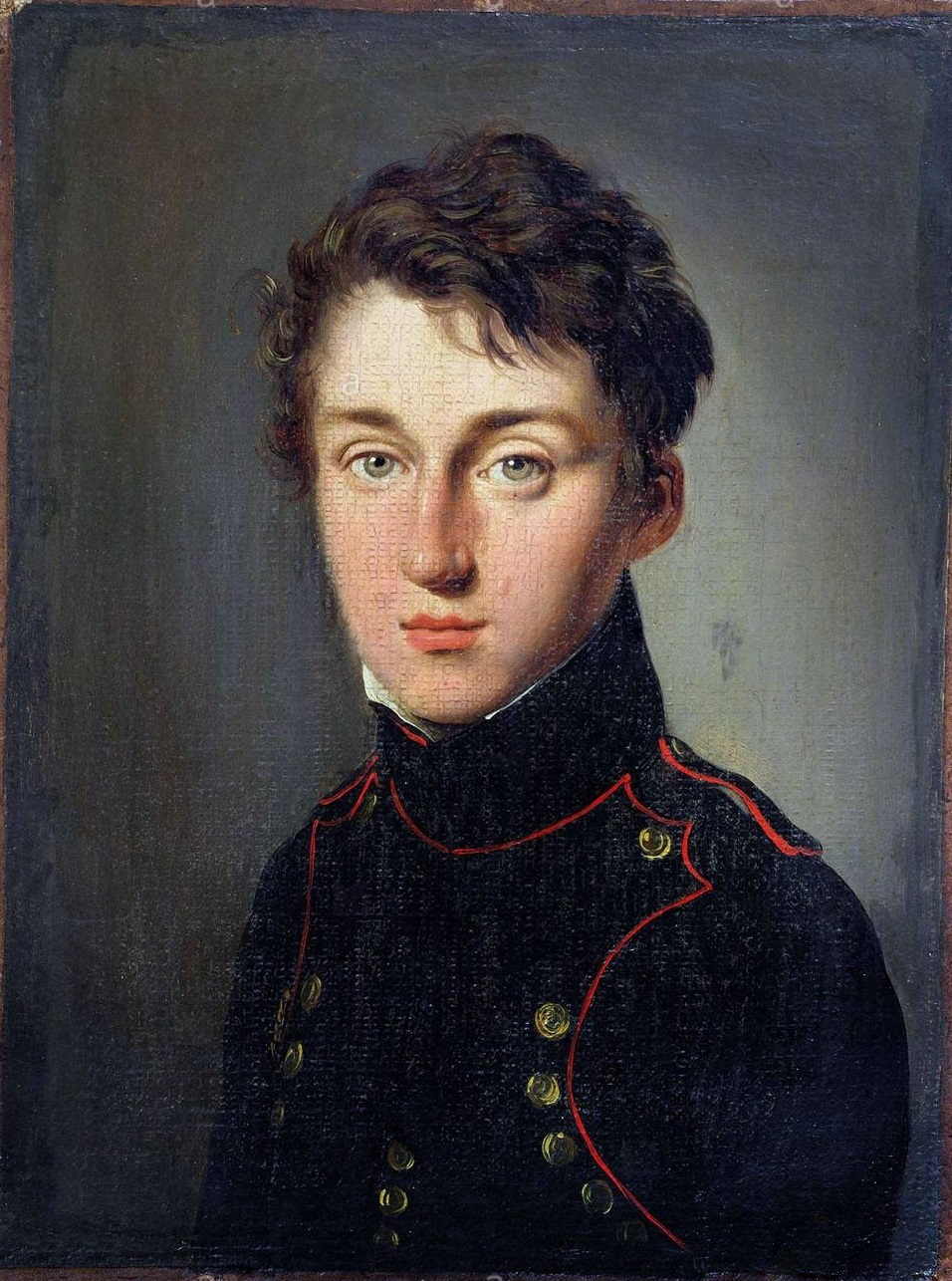
Sadi Carnot (1796-1832)

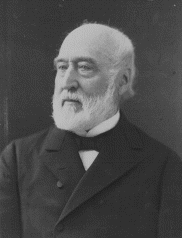
Lazare Hippolyte Carnot (1801-1888)

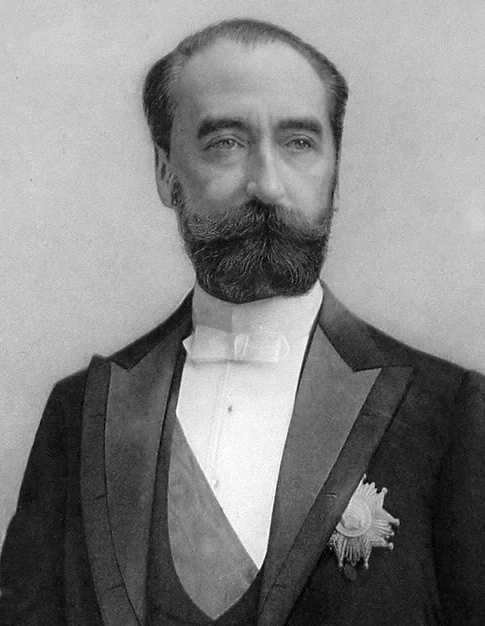
Marie François Sadi Carnot (1837-1894)

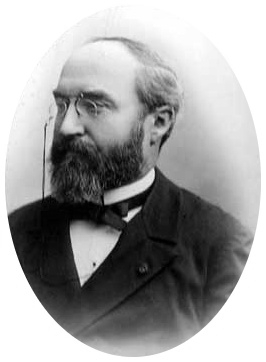
Adolphe Carnot (1839-1920)

- Lazare Carnot (1753-1823), comte de l'Empire, wiskundige en fysicus - bekend vanwege zijn militaire rol in de Franse Revolutie.
- Sadi Carnot (1796-1832), wiskundige en oudste zoon van Lazare - bekend van de warmtetheorie.
- Hippolyte Carnot (1801-1888), politicus en tweede zoon van Lazare.
- Marie François Sadi Carnot (1837-1894), zoon van Hippolyte - vierde president van de Derde Franse Republiek.
- Adolphe Carnot (1839-1920), scheikundige, medeoprichter en voorzitter van de Alliance Démocratique

## Familiewapen
- In blauw drie zilveren merletten van boven vergezeld van een zilveren ster.